# Thomas Bramwell Welch
Thomas Bramwell Welch (* 31. Dezember 1825; † 29. Dezember 1903) war ein britisch-amerikanischer methodistischer Pastor und Zahnarzt. Er propagierte die Pasteurisierung von Traubensaft, um dessen Fermentation zu verhindern. Er überredete lokale Gemeinden seinen alkoholfreien Weinersatz beim Abendmahl zu benutzen. Er verkaufte sein Produkt unter den Namen „Dr. Welch's Unfermented Wine“ (zu deutsch: „Dr Welchs unfermentierter Wein“). Das Unternehmen, das er damals gründete, heißt heute Welch's, das bis heute Traubensaft, Marmeladen and Gelee produziert.

## Frühes Leben
Thomas Bramwell Welch wurde am 31. Dezember 1825 in Glastonbury, England geboren. Er kam als Neunjähriger in die Vereinigten Staaten, als sein Vater in 1834 dorthin auswanderte. Er ging auf die öffentliche Schule in Watertown, New York.

## Wesleyanische Methodistenkirche
Im Alter von 17 Jahren, trat Thomas Welch der wesleyanischen Methodistenkirche bei, die im selben Jahr gegründet worden war (1843). Von Anfang an, war die Wesleyanische Methodistenkirche stark gegen die „Produktion, Erwerb, Verkauf, oder Nutzung berauschender Spirituosen“, als auch „Sklavenhaltung, An- oder Verkauf von Sklaven“ eingetreten.
Schon in ihrer ersten Auflage ihrer Disziplin, betonten die wesleyanischen Methodisten ausdrücklich, dass für das Abendmahlritual „nur unfermentierter Wein beim Sakrament genutzt werden soll.“. Diese Voraussetzung war schon ungefähr 25 Jahre vor Welchs Pasteurisierungsprozess aktiv, so dass es naheliegend ist, dass die Pasteurisierung nicht die einzige Methode war, den Saft unfermentiert zu bewahren. Es gab mehrere Methoden den unfermentierten Wein (Traubensaft) für das ganze Jahr über zu konservieren, zum Beispiel als Konzentrat, als aufgekochte Rosinen oder auch durch das Hinzugeben von Konservierungsstoffen.
Während seiner späten Jugendzeit, half Welch aktiv in der Underground Railroad, geflüchtete Sklaven vom Süden der USA nach Kanada zu schleusen. Er war einer von vielen wesleyanischen Methodisten die in der Underground Railroad tätig waren.
Im Alter von 19 Jahren machte er seinen Schulabluss am Gouverneur Wesleyan Seminary  und wurde zum Pfarrer ordiniert. Er wirkte erst in Poundridge, in Westchester County, New York, danach in Herkimer County, New York.
Welch führte seine Arbeit im Pfarramt weiter, bis seine Stimme nachgab, worauf er seine Aufmerksamkeit auf andere Bestrebungen konzentrierte.

## Karriere nach dem Kirchendienst
Er ging auf das New York Central Medical College (Syracuse Campus), wo er in Penn Yan, New York zum Arzt ausgebildet wurde. Welch zog in 1856 nach Winona, Minnesota. Er wandte sich dort der Zahnmedizin zu.

### Saft
Im Jahr 1864, empfahl die Generalkonferenz der methodistischen Episkopalkirche ausdrücklich, dass „in allen Fällen der reine Traubensaft bei der Feier des Abendmahls verwendet werden soll.“. In 1865, zog Welch nach Vineland, New Jersey, wo bereits einer seiner Schwestern wohnte. Dort wurde er ein Mitglied der Methodistischen Episkopalkirche von Vineland, wo er als ein Communion Steward diente. Dann in 1869, erfand Welsh die Pasteurisierungsmethode, die Traubensaft vor der Fermentierung schützte, und das Getränk alkoholfrei bleiben ließ. Mit Hilfe seiner Frau und seinem Sohn Charles. verarbeiteten sie 18,1 kg Concord-Trauben (Vitis Zabrusca L.) zu Saft. Diesen filtrierten sie und füllten ihn in kleinen Flaschen ab. Danach pasteurisierten sie diese in heißem Wasser, um die Hefepilze abzutöten. Er überredete lokale Kirchen seinen alkoholfreien Weinersatz für das Abendmahlritual zu nutzen.

### Weitergang seiner Karriere
Er setzte seine Zahnarztpraxis in Vineland bis 1880 fort und „genoss während dieser ganzen Zeit eine sehr erfolgreiche und lukrative Praxis.“. Welch war ein überzeugter Prohibitionsbefürworter, der aktiv daran arbeitete, den Verkauf von alkoholischen Getränken in New Jersey und angrenzenden Regionen zu reduzieren oder zu beenden.
Sein Sohn, Charles E. Welch, ebenfalls Zahnarzt, kehrte 1875 nach Vineland, New Jersey, zurück und verlegte auch später seine Zahnarztpraxis dorthin. Zu diesem Zeitpunkt war Thomas ein erfolgreicher Prohibitionskämpfer und hatte seine alten Experimente „so gut wie aufgegeben“. Er riet Charles: „Denk nicht, dass ich versuche, dich davon abzubringen, den Traubensaft voranzutreiben.“ Es ist richtig für dich, dies zu tun, soweit du kannst, ohne deine Berufstätigkeit und deine Gesundheit zu beeinträchtigen. Charles und Thomas Welch gründeten die Welch's Dental Supply Company in Philadelphia und begannen eine zahnmedizinische Zeitschrift zu publizieren. Charles förderte weiter den Verkauf und den Konsum von Traubensaft. Die Welches verkauften Traubensaft als Nebengeschäft. Die Branche hatte sich bis 1890 langsam weiterentwickelt. Ab 1890 konnten die Welches mehr Aufmerksamkeit auf die Branche richten. Charles widmete dem Marketing von Traubensaft erst 1893 volle Aufmerksamkeit, als die Welch's Grape Juice Company „offiziell gegründet“ wurde. Thomas Welch selbst „hat jedoch nie einen Penny als Rückzahlung für seine Investition erhalten.“

## Privates Leben und Tod
Während seiner Zeit in Herkimer County, heiratete er seine erste Frau, Lucy Hult. Sie hatten sieben Kinder. Eines von ihnen war Charles E. Welch. Er wurde Zahnarzt und war sehr stark im Traubensaftgeschäft involviert. Emma C. Welch Slade (1854–1928) wurde auch Zahnärztin.
Nach dem Tod seiner ersten Frau heiratete Welch Victoria C. Sherbume am 23. Oktober 1895 in Stoneham Massachusetts.
Am 29. Dezember 1903, verstarb Thomas Welch in Vineland, New Jersey im Alter von 77 Jahren. Er wurde im dortigen Friedhof Siloam Cemetery beerdigt.